# Impasto
Impasto er italiensk for dejagtigt og beskriver en maleteknik, hvor malingen ikke fortyndes, men smøres tykt (lægges pastost) på underlaget. Spor efter påføringen bliver stående som reliefagtige mærker, som bliver stående i størknet form på det færdige maleri. Mange kunstnere bruger en paletkniv eller malekniv i stedet for pensel.
Fra tidligere tider var det mest oliefarver, som blev brugt. Det gav kunstneren tid til at arbejde med værket. Også akrylmaling kan bruges, men da ofte med tilsætning af et tørhæmmende middel. Akvarel og tempera er medier, som er for flydende til, at de kan lægges pastost.
Nogle kunstnere blander forskellige pulversubstanser i malingen for derved at opnå bestemte effekter. Andre ridser sig ned gennem lagene for at genfinde og lave mønstre med tidligere lagte lag.
Impastoteknikken har vært brugt af kunstnere som Tizian og Rembrandt for at forstærke virkningen af folder i klæder, mens senere kunstnere har lagt mere vægt på styrken i udtrykket, således ofte set inden for impressionismen.